# Beet She'an

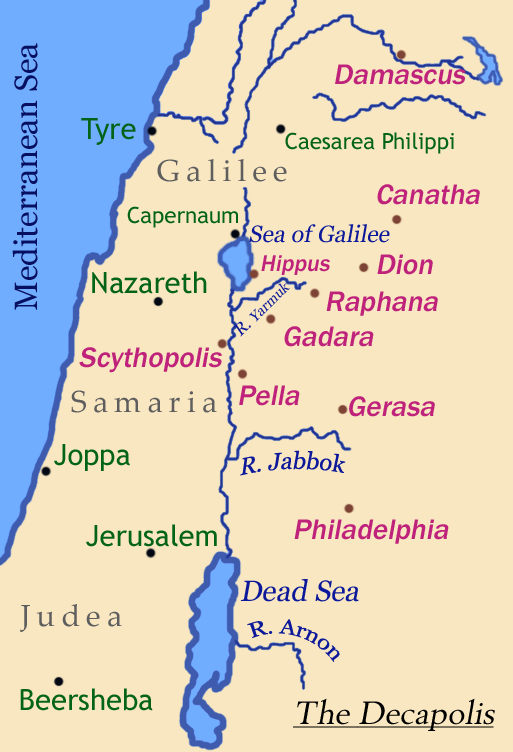
Kaart van de Decapolis met de ligging van Scythopolis (Griekse naam voor Beet She'an).

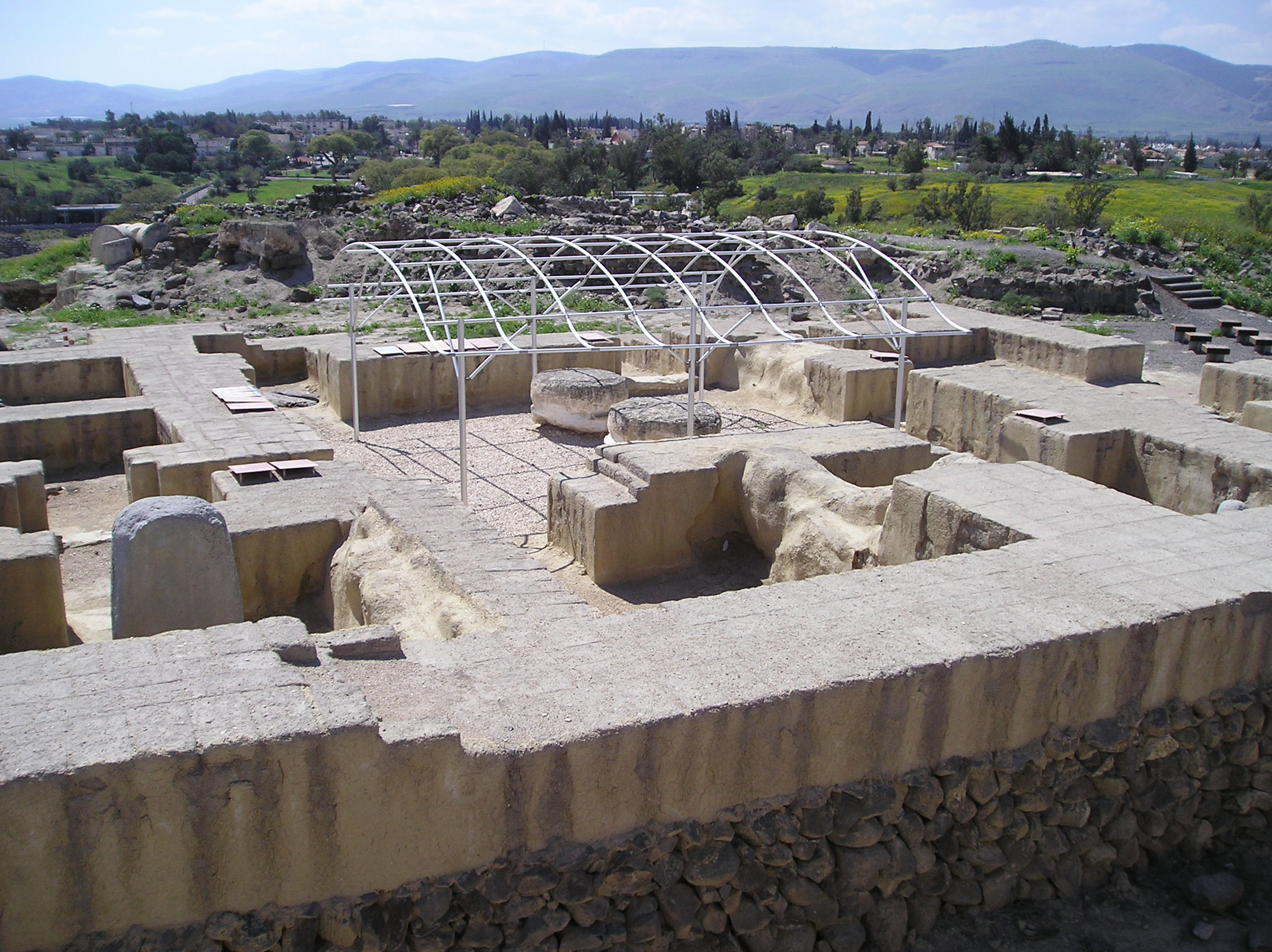
Huis van een Egyptische gouverneur uit de oudheid, 2006

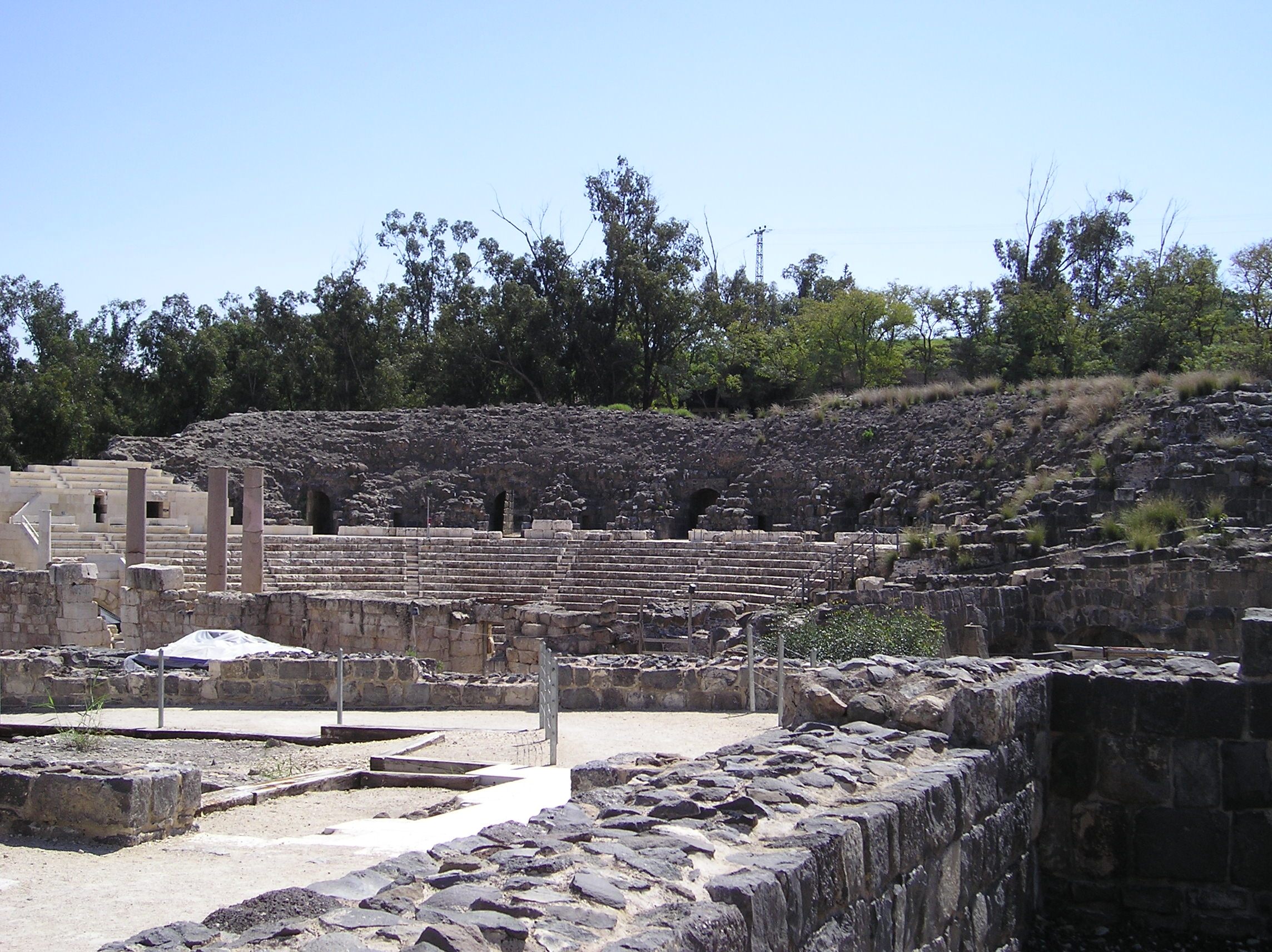
Theater in Beet She'an uit de Romeinse tijd

Beet She'an (Hebreeuws: בֵּית שְׁאָן, Bet Šəʼan; ook gespeld als Beit She'an, Beth Shean, Bet-San, Bet Sjean, Beyt Shean; officieel Israeli Arabisch: بيسان, Bayt Šān; Arabisch: بيسان', Beesān, ook gespeld als Beisan of Bisan) is een historische plaats uit de Vroege Bronstijd (~3500-~2000 v.Chr.) in Palestina, sinds mei 1948 in het Noorddistrict van Israël. De plaats heeft nu een functie als regionaal centrum voor de talrijke dorpen in de regionale raad van de Beet She′an-vallei.

## Geschiedenis en geografie
Beth Shan wordt voor het eerst vermeld als een van de veroveringen van Thoetmosis III in de 15e eeuw v.Chr., en de overblijfselen van een Egyptisch administratief centrum van dynastie XVIII en XIX zijn opgegraven.
De ligging van Beth Shan was van strategisch belang daar het gelegen was tussen de Jordaanvallei-en de vlakte van Jizreël, waardoor het de toegang van het binnenland naar de kust beheerste alsook die van Jeruzalem naar Galilea. De naam betekent "huis van rust".
In Beth Shan stond een Filistijnse tempel gewijd aan Ashtoreth. De Bijbel vermeldt dat in de Filistijnen in deze tempel triomfantelijk de wapenrusting van de verslagen koning Saul tentoonstelden (I Sam. 31:10). Een ander overblijfsel dat in Beet She'an werd gevonden beeldt de godin of opperpriesteres (Baälat) af.
In de Hebreeuwse Bijbel, in Jozua, wordt Beth-Shan vermeld als een Kanaänitische stad. 

### Scythopolis
Tijdens de hellenistische periode had het een gehelleniseerde bevolking en werd Scythopolis genoemd; waarschijnlijk vernoemd naar de Scythische huurlingen die zich er als veteranen vestigden. Volgens de Griekse mythologie was de stad gesticht door Dionysus en was zijn voedster Nysa er begraven; aldus stond het ook wel bekend als Nysa of Nysa-Scythopolis. Beth Shean wordt vermeld in geschreven bronnen uit de 3e en 2e eeuw v.Chr. die de oorlogen van de Diadochen beschreven tussen de Ptolemaeïsche en Seleucidische dynastieën. Ook had de stad een verband met de Hasmonese Makkabeese opstand, die uiteindelijk leidde tot de verwoesting van de polis in de 2e eeuw v.Chr.
In 64 v.Chr. werd de stad ingenomen door de Romeinen, heropgebouwd en tot hoofdstad van de Decapolis, de "tien steden" van Syrië (de centra van de Grieks-Romeinse cultuur) gemaakt, een gebeurtenis die zo belangrijk was dat ze haar kalender naar dit jaar richtte. De Pax Romana was in het voordeel van de stad, die zich het duidelijkst liet merken in de stadsplanning van hoge kwaliteit en extensieve bouwactiviteiten waaronder de bouw van het best bewaard theatrum alsook een hippodroom, cardo, en andere typisch Romeinse gebouwen. De berg Gilboa, op 7 km afstand van de stad, voorzag in donkere basaltblokken alsook water via een aquaeductus. Verscheiden gebouwen van Scythopolis werden beschadigd in de aardbeving van 363, en in 409 werd het de hoofdstad van het noordelijk district, Palaestina Secunda.
Tijdens de Byzantijnse periode (4e-7e eeuw), was Beet She'an voornamelijk christelijk, zoals men ook kan afleiden uit het grote aantal kerken. Beet She'an of Scythopolis was de zetel van een aartsbisschop. Overblijfselen van joodse en Samaritaanse synagogen wijzen ook op gemeenschappen van deze minderheden. De "heidense" tempel in het stadscentrum werd verwoest, maar het nymphaeum en de thermae werden hersteld. Verscheidene dedicatie-inscripties wijzen op een voorkeur voor donaties aan religieuze gebouwen. Vele kleurrijke mozaïeken, zoals de zodiac in het Klooster van Vrouwe Maria, of de afbeelding van een menora en sjalom in het huis van Leontius' joodse synagoge werden bewaard. Een mozaïek in een Samaritaanse synagoge was uniek daar het geen menselijke of dierlijke afbeeldingen had, maar gebruik maakte van bloemen- en geometrische motieven. Uitvoerige decoraties werden ook aangetroffen in de vele luxueuze villa's van de stad. In de 6e eeuw bereikte de stad haar grootse bevolkingsaantal met 40.000 inwoners.

### 11 mei 1948
Na zware dagelijkse bombardementen -ook vanuit de lucht- besloot een groepje Palestijnse notabelen op 11 mei 1948 het stadje over te geven aan Palti Sela van de Golani Brigade, die de aanval op het stadje had geopend (Operatie Gideon). Sommige inwoners werden naar Nazareth ge-transfer-eerd, anderen naar Jenin, het grootste deel van de bevolking echter werd over de Jordaan verdreven. Een aantal van hen wist ongezien terug te keren om tegen het midden van de maand juni door het Israëlische defensieleger in trucks alsnog over de rivier gezet te worden.

## Geboren
- Jackie Levy (1960), politicus
- Orly Levy (1973), politica (zus van Jackie)